# 罗夫莱多-德查韦拉
罗夫莱多德查韦拉，是西班牙马德里自治区的一个市镇。总面积93平方公里，总人口2488人（2001年），人口密度27人/平方公里。